# Okazaki (Aichi)
Okazaki è una città giapponese della prefettura di Aichi.